# André Friedrich

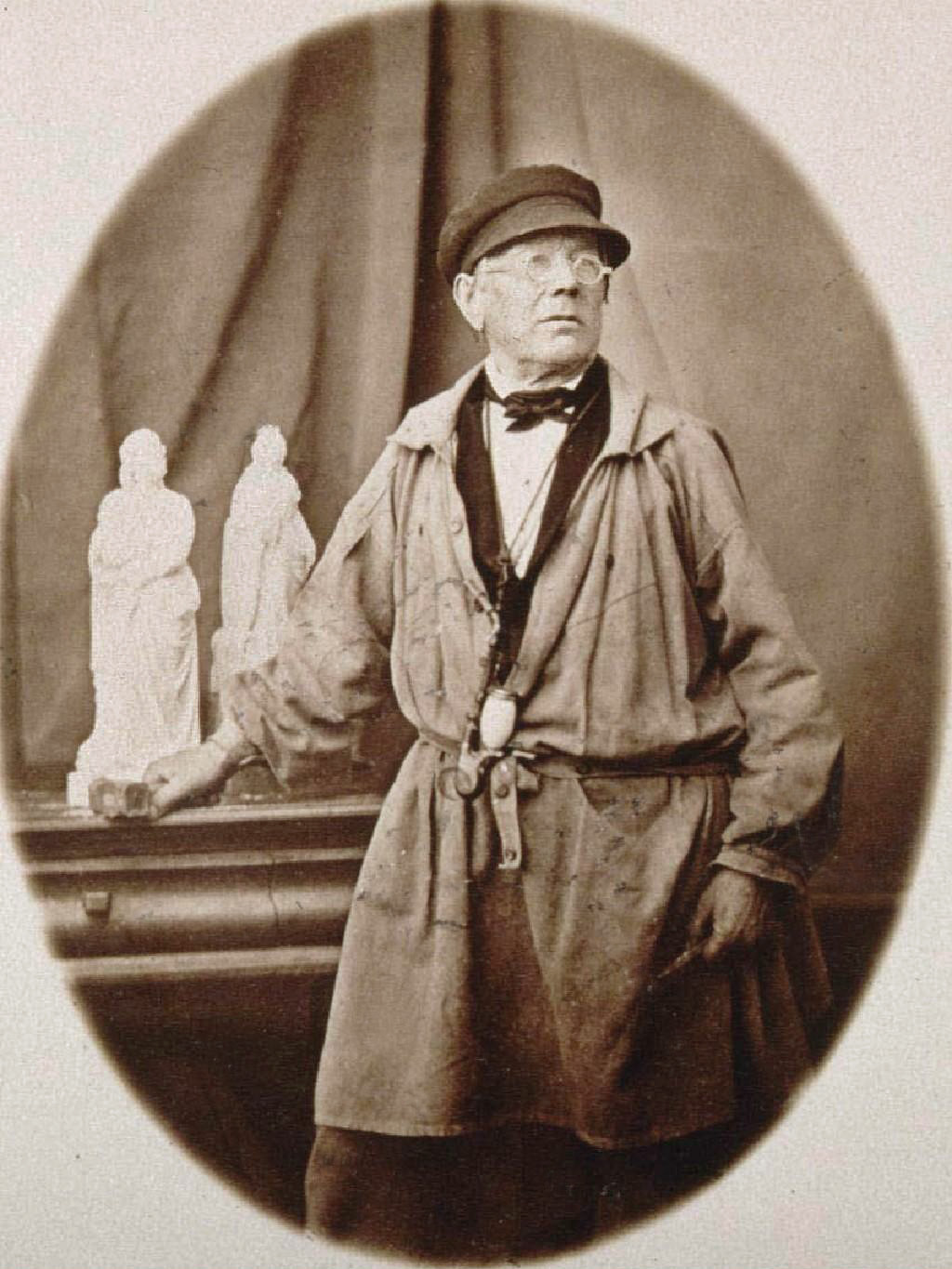
André Friedrich (1860)

André Friedrich, auch Andreas Friederich (* 17. Januar 1798 in Ribeauvillé (deutsch: Rappoltsweiler); † 9. März 1877 in Straßburg) war ein elsässischer Zeichner, Bildhauer und Lithograf.

## Leben
Friedrich wurde 1798 im oberelsässischen Rappoltsweiler (frz. Ribeauvillé) als Sohn eines Holzbildhauers geboren. Schon als fünfzehnjähriger zog es ihn nach Straßburg, wo er eine Bildhauerlehre begann. 1815 führte ihn sein Berufsweg nach Wien zu dem Bildhauer und Astronomen Johann Martin Fischer, neun Monate später war er Schüler an der Kunstakademie in Dresden unter Hofbildhauer Franz Pettrich und kam mit 21 Jahren 1819 in das Atelier von Johann Gottfried Schadow nach Berlin. Von diesem gefördert, ging er 1821 nach Paris als Schüler von François Joseph Bosio.
Unterstützt von Bosio wandte Friedrich für zwei Jahre nach Rom und wurde dort 1824 Schüler von Bertel Thorvaldsen. 1826 ließ sich Friedrich als freischaffender Künstler in Straßburg nieder. Dort starb André Friedrich am 9. März 1877 im Alter von 79 Jahren.
Friedrichs Skulpturen fielen überwiegend sehr monumental aus und wurden meist in Sandstein und Granit geschaffen.
Friedrich war zweimal verheiratet. 1829 heiratete er Maria Anna Weber aus Oberachern. 1834 wurde ihre gemeinsame Tochter Amélie/Amalie geboren, die am 1854 im Alter von 24 Jahren starb. Maria Anna starb bereits 1838 im Alter von 31 Jahren an den Folgen eines der ersten Kaiserschnitte, die damals schon in Straßburg durchgeführt wurden, den auch das Neugeborene nicht überlebte. Beide sind auf dem Friedhof St. Helena (St. Hélène) bestattet. Mit einem gemeißelten Porträt seiner Frau wurde sie auf ihrem eigenen Grabmal in Straßburg wie auch demselben ihrer Eltern auf dem Waldfriedhof in Oberachern in Sandstein der Nachwelt erhalten. Friederich heiratete später Marie-Antoinette Momy. Diese starb 1890. Friedrichs Grab, in welchem seine Tochter Amélie/Amalie und seine zweite Frau bestattet wurden, befindet sich ebenfalls auf dem Friedhof St. Helena.

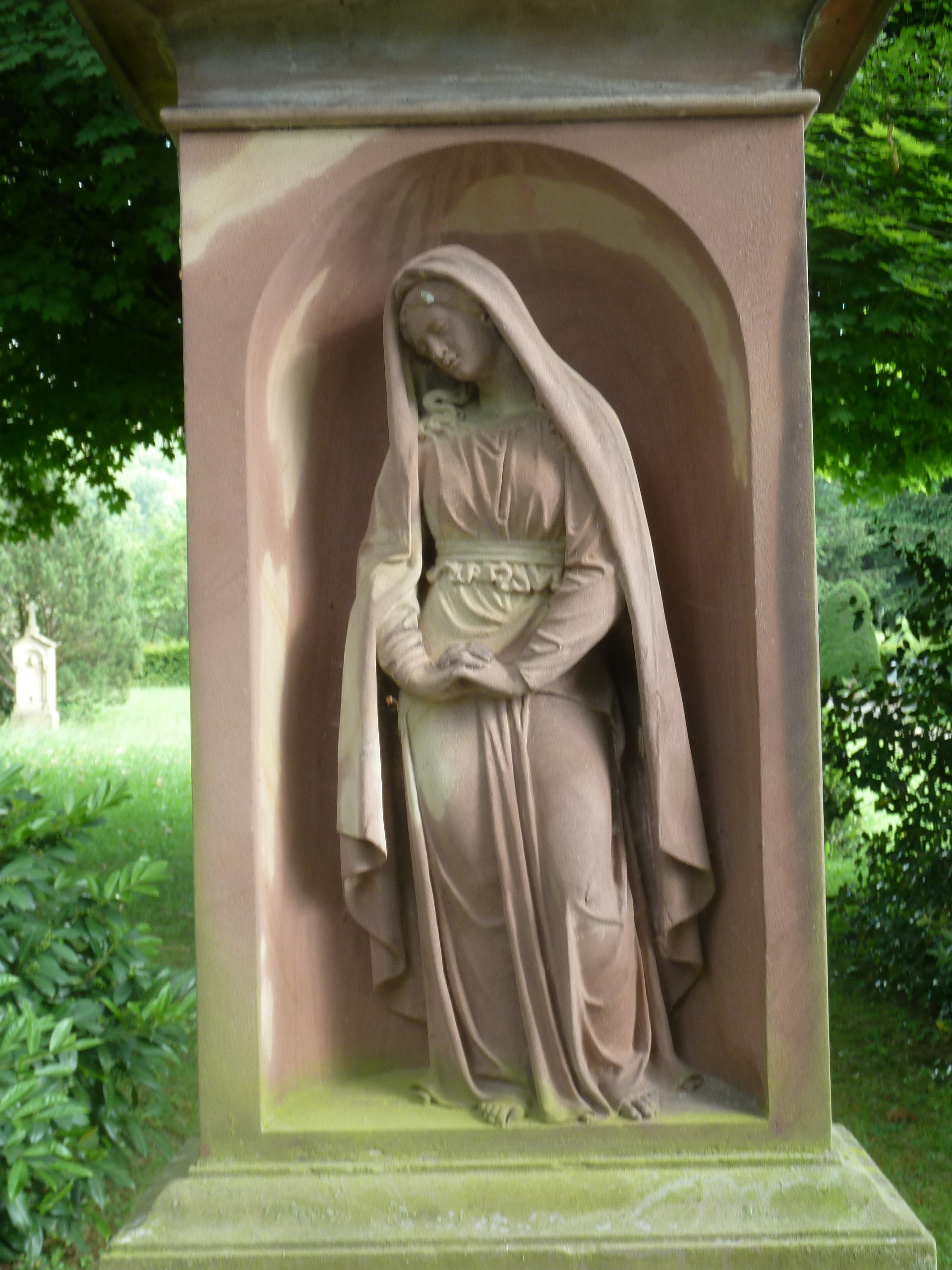
Grabmal von Philipp Weber auf dem Waldfriedhof Oberachern. Die Figur stellt Maria Anna Weber, Friedrichs erster Ehefrau, dar, die um ihren Vater trauert, 1826

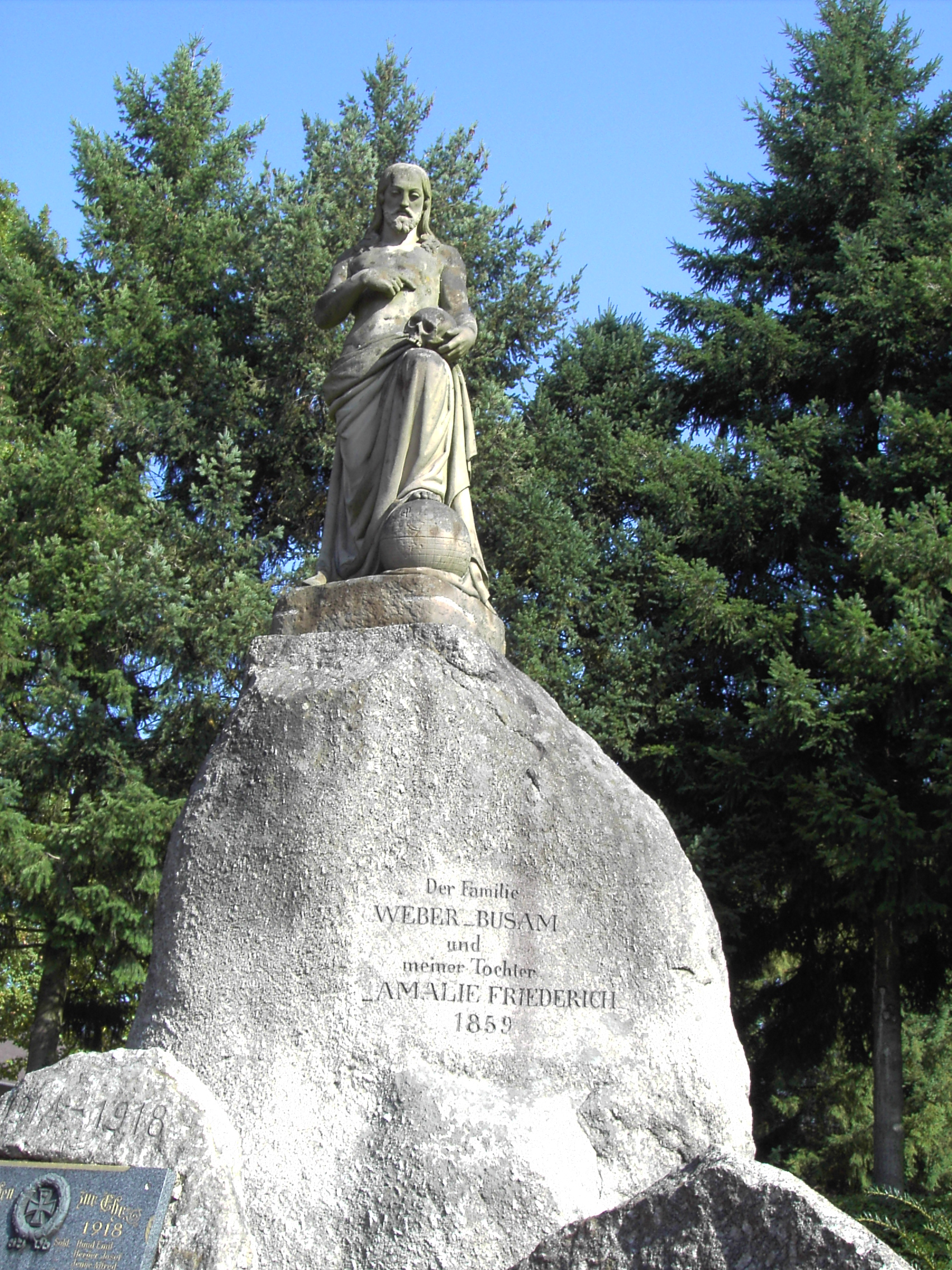
Christusdenkmal auf einem Granitfindling, geschaffen von Andreas Friederich 1859, auf dem Waldfriedhof Oberachern

## Ehrungen
- Großherzog Leopolds von Baden von Baden verlieh Friedrich den Orden vom Zähringer Löwen (1842)
- Die Städte Baden-Baden (1851) und Steinbach (1844) sowie die Gemeinde Oberachern (1859) verliehen Friedrich die Ehrenbürgerwürde

## Werke (Auswahl)

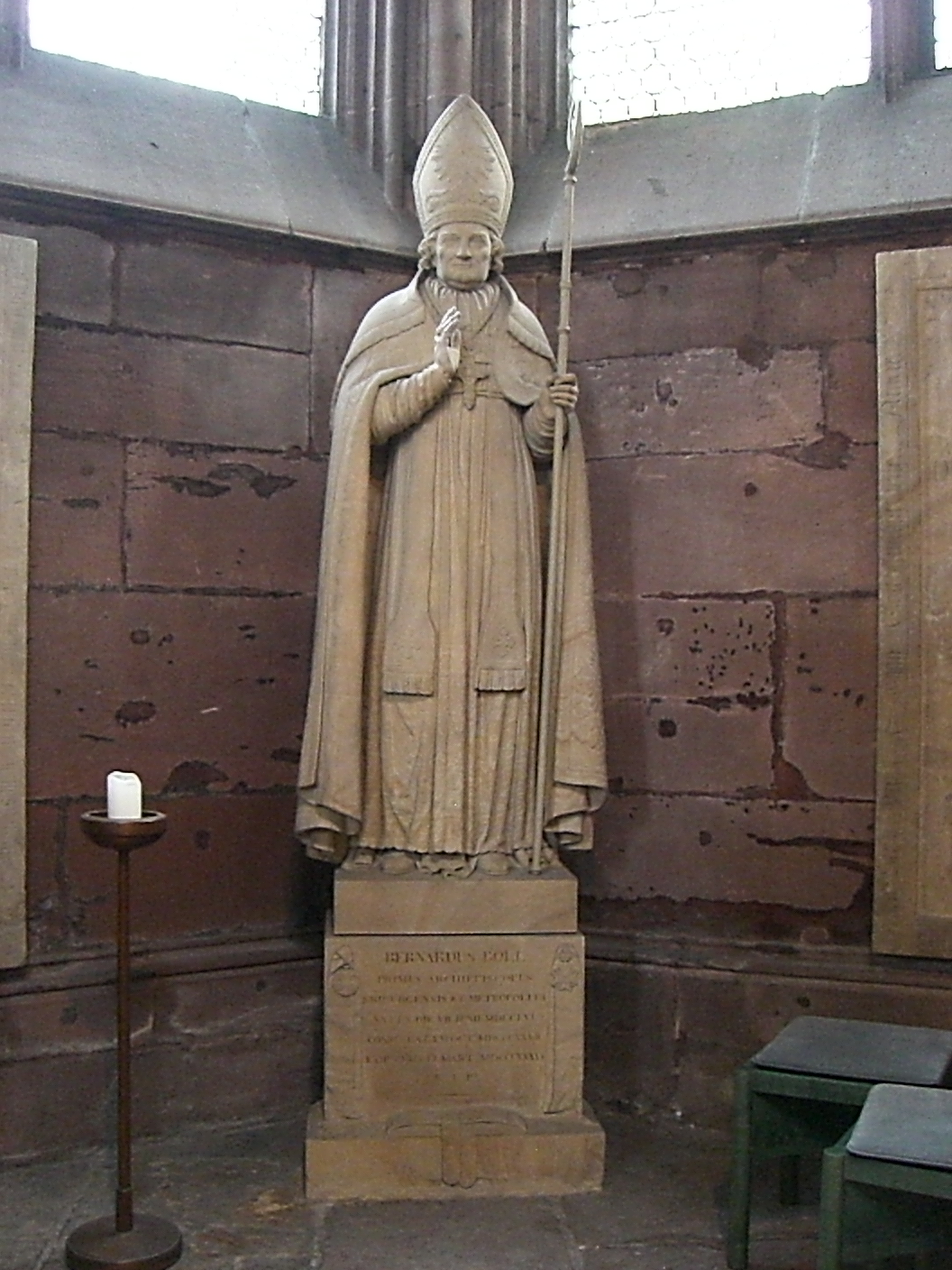
Dr. Bernhard Boll, 1. Erzbischof von Freiburg

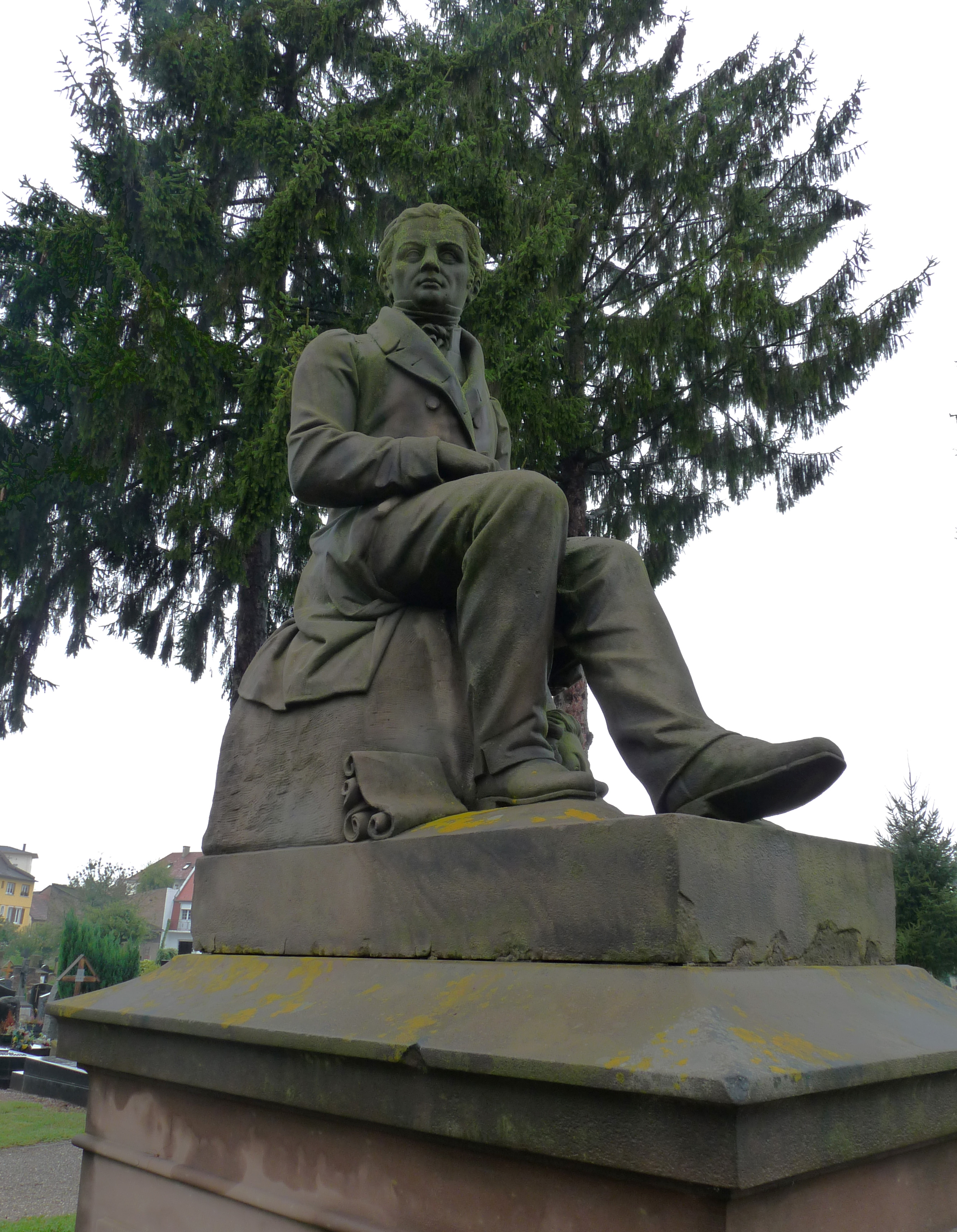
Denkmal des Johann Georg Daniel Arnold, Straßburg

- Portraitbild in Form eines Medaillons für Turennes Denkmal in Sasbach, 1826
- Einhornbrunnen (Fontaine de la Licorne) in Zabern (Saverne), 1837
- Monumentalfigur des Erzbischofs Bernhard Boll im Freiburger Münster, 1839
- Kolossalstatue des Bischofs Werner von Habsburg im Straßburger Münster, 1840
- Monument Erwins von Steinbach in Steinbach (Baden-Baden), 1843/1844
- Das Denkmal des Erbauers der Turmpyramide von Straßburg, Johannes Hültz, 1846/1847
- Symbolische Figur desTotengräbers auf dem Stadtfriedhof Baden-Baden, 1850
- Erzbischof Martin von Dunin im Dom zu Posen
- Die von den Nationalsozialisten 1939 zerstörte Statue von Sir Francis Drake in Offenburg, 1853
- Das Leopoldsdenkmal in Achern, das die geografische Mitte von Baden sein soll, 1855
- Auf einem Granitfindling dasChristusdenkmal auf dem Waldfriedhof von Oberachern zur Erinnerung an seine erste Frau, deren Familie und Tochter Amélie/Amalie, heute Bestandteil des Kriegerdenkmals, 1859
- Die Statue des Dichters Gottlieb Konrad Pfeffel für Colmar, 1859
- Denkmal für den Reformator 'Philipp 'Melanchthon in Bretten, 1861
- Das Denkmal des Gründers des Straßburger Gymnasiums, Jakob Sturm von Sturmeck, 1870

## Weblinks

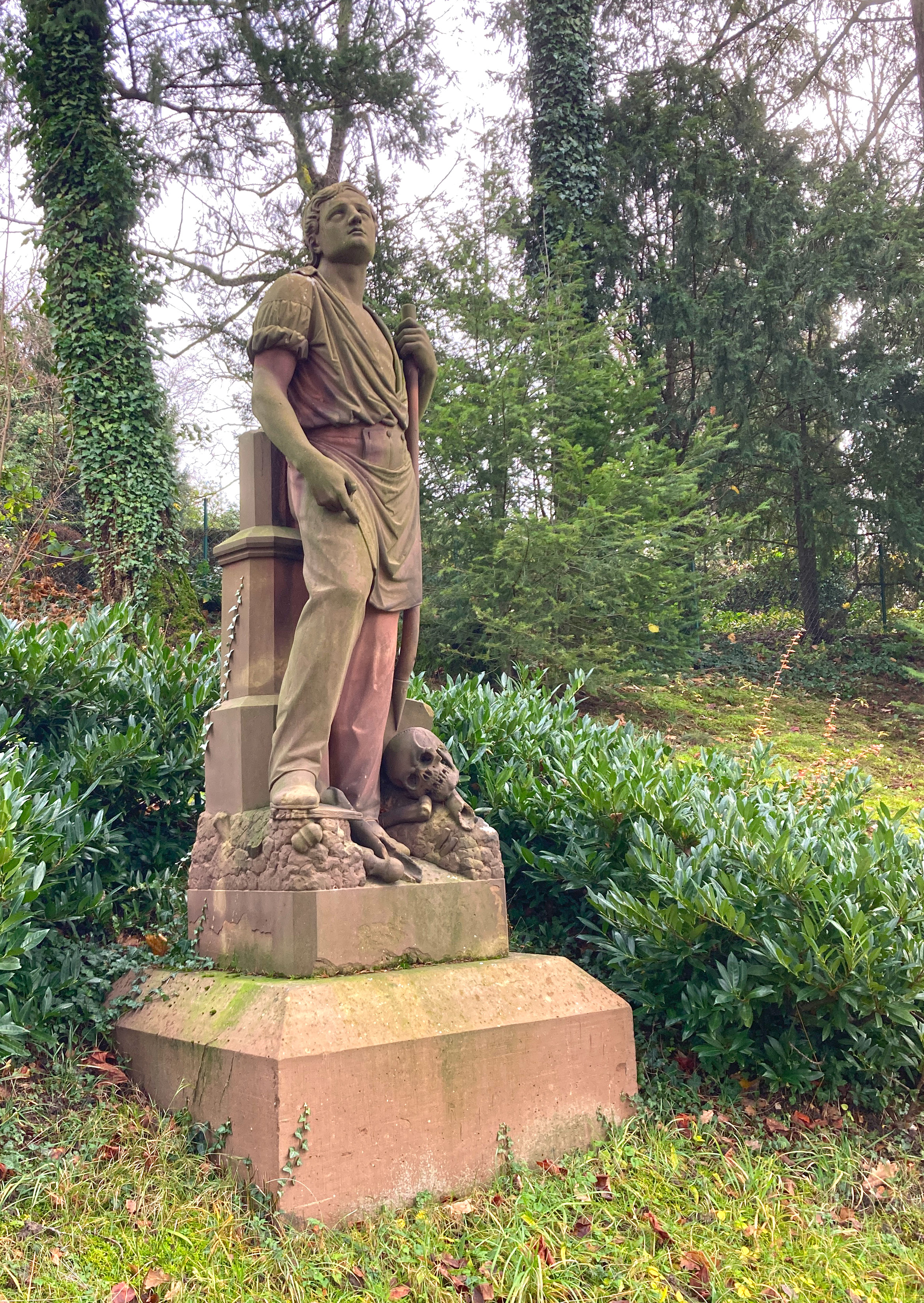
Der Totengräber 1851, vor dem Hauptfriedhof Baden-Baden. Ein Geschenk André Friedrichs an die Stadt Baden-Baden

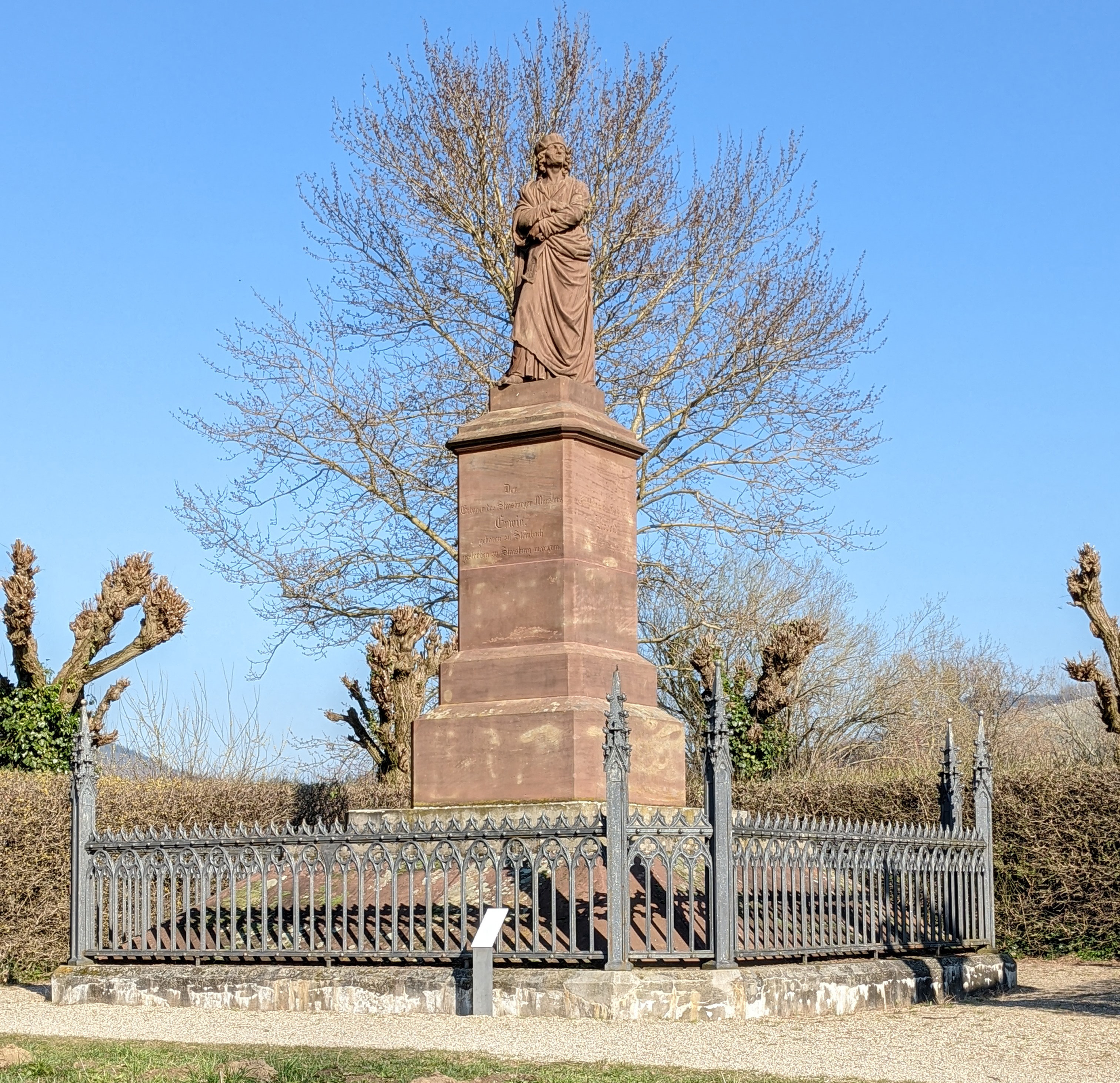
Denkmal für den Straßburger Münsterbaumeister Erwin von Steinbach in Steinbach (Baden-Baden), eingeweiht 1843